# Pogonistes rufoaeneus
Pogonistes rufoaeneus – gatunek chrząszcza z rodziny biegaczowatych, podrodziny Trechinae i plemienia Pogonini.

## Taksonomia
Gatunek został opisany w 1828 roku przez Pierre’a François Marie Auguste’a Dejaeana jako Pogonus rufoaeneus.

## Opis
Ciało długości od 5 do 6,5 mm, zielone z mosiężnym połyskiem. Pokrywy rudo prześwitujące. Ciało o płaskie, bokach równoległych. Głowa nad oczami wyraźnie węższa od przedplecza. Przedplecze bez małych włosków w kątach przednich, wyraźnie wklęśle zafalowane ku tylnym kątom. Podstawa przedplecza wyraźnie węższa niż nasada pokryw.

## Występowanie
Gatunek palearktyczny. Występuje w Bułgarii, Grecji, Dodekanezie, Cykladach, Włoszech, Rumunii, Ukrainie, południowej części europejskiej Rosji i w Turcji.